# Inimă sălbatică
Corazón salvaje (Inimă sălbatică) este telenovela cult, produsă în Mexic la Televisa, în 1993-1994. Corazón salvaje este considerată și în ziua de astăzi una dintre cele mai celebre producții de televiziune realizate vreodată.

S-au realizat cinci producții mexicane având la bază cartea lui Caridad Bravo Adams, două filme (1956 și 1968) și trei telenovele (1966, 1977 și 1993), una dintre acestea fiind filmată în Puerto Rico. Ultima producție a fost telenovela din 1993, care îi are în distribuție pe Edith Gonzalez în rolul Contesei Monica de Altamira, pe regretatul Eduardo Palomo în rolul lui Juan del Diablo și pe Ana Colchero în rolul Contesei Aimee de Altamira. Povestea adaptată de Maria Zarattini are loc în apropierea portului Veracruz și numele franțuzești au fost schimbate în nume spaniole (Molnar în Altamira și D'Autremont în Alcázar y Valle). Cântăreața Angelica Maria a dat viață Monicăi în filmul din 1968 și în telenovela din 1977, care a fost realizată cu colaborarea armatei mexicane.

## Corazón Salvaje (1993)
Inimă sălbatică este o producție clasică, a cărei poveste se petrece pe coasta de Est a Mexicului, în anii 1800. În prim plan se derulează istoria a patru oameni uniți, poate fără voia lor, printr-un ironic joc al sorții, predominat în aceeași măsură de durere, ură și dragoste profundă.
Este ultima și cea mai bună versiune a clasicului roman al lui Caridad Bravo Adams, în care Edith și Eduardo sunt Mónica și Juan del Diablo. Îi urmează Ana Colchero în rolul lui Aimeé. O frumoasă aducere la viață, în Nayarit, a unui sat veracruzean. Frumoasele aranjamente muzicale realizate de Jorge Avendaño au fost folosite ulterior și în alte telenovele.

## Sinopsis
Juan del Diablo a crescut sălbatic pe plajele din San Pedro, abuzat de bărbatul care l-a crescut, pentru că era bastardul pe care soția lui îl făcuse cu marele domn Francisco de Alcázar y Valle. La puțină vreme după ce a aflat că are un copil, Francisco moare, lăsând doar o scrisoare cu dorința lui de a i se da lui Juan numele său, scrisoare pe care soția lui, Sofía, o ascunde.
Cincisprezece ani mai târziu, Mónica, una din cele două fiice ale unei contese scăpătate, Doña Catalina de Altamira, urmează să se căsătorească cu verișorul ei, Andrés, fiul legitim al lui Don Francisco. Dar Andrés, la una dintre seratele petrecute în capitală, se îndrăgostește de Aimeé, sora Mónicăi și care, deși îl iubește pe Juan, nu vrea să piardă ocazia de a încheia o căsătorie bună și Mónica decide să intre la mânăstire pentru a evita umilința. Aimeé se căsătorește cu Andrés, când Juan este plecat să facă comerț cu bunuri, tocmai pentru a-i putea oferi lui Aimeé traiul pe care și-l dorește, după ce aude un zvon conform căruia Juan ar fi fost închis pentru 10 ani. Dar Juan se întoarce tocmai la puțin timp după ce are loc nunta lui Andrés cu Aimeé și, rănit în orgoliul propriu, aleargă la Campo Real, moșia familiei Alcázar y Valle, pentru a-i cere lui Aimeé socoteala.
Aflând de sosirea lui Juan la moșie, Mónica se interpune la mijloc pentru a evita o tragedie. În urma unei discuții între Azucena, unul din oamenii lui Juan și Aimeé, Doña Sofia află că Aimeé fusese amanta lui Juan și încearcă să-și protejeze fiul de rușine, iar astfel Juan își negociază numele tatălui său - cel de Alcázar y Valle. Are loc o "negociere": Juan să se căsătorească cu Mónica, atât pentru ca el să aibă o soție "contesă", cât și pentru ca Monica să împiedice astfel un posibil adulter între Aimeé și Juan, prin căsătoria ei cu Juan, nedându-le celor doi posibilitatea de a se mai vedea.
Treptat, Juan începe să își dea seama că Mónica este femeia pe care o caută și se îndrăgostește nebunește de ea, iar Mónica își dă seama că Juan nu este Diavolul pe seama căruia se puseseră atâtea lucruri grozave, iar căsnicia lor pare să fie o întâmplare fericită.
Din nefericire, fericirea lor este tulburată de lăcomia administratorului de la Campo Real - Bautista și a prietenului acestuia - Don Guadalupe, proprietarul unui bordel, care îi trimit o scrisoare anomină lui Andrés înștiințându-l de aventura pe care Aimeé a avut-o cu fratele lui vitreg, Juan.
Rănit în orgoliul lui de bărbat, Andrés începe să-și facă singur dreptate, fără a asculta de nimeni: îl provoacă pe Juan la duel, apoi doña Sofia cu ajutorul bunului ei amic, Alberto de la Serna, îi înscenează lui Juan un omor și trafic de contrabandă, pentru care Juan este arestat. Întrucât familia Alcázar y Valle se bucura de influență, datorită averii și a numelui și pentru că îl aveau de partea lor pe șeful închisorii, căpitanul Espindola, care dorea cu orice preț să pună mâna pe toate bunurile lui Juan del Diablo, acesta din urmă ia hotărârea ca, ajutat de oamenii săi (El Tuerto, Segundo, Pedro, Serafin) să evadeze. Dar exact în seara în care ei plănuiseră evadarea, căpitanul Espindola, o chemase pe Aimeé la închisoare pentru ca aceasta să-i ofere "companie" în schimbul "bunăvoinței" lui de a-i permite să-l viziteze pe Juan. În timpul evadării, Juan o aude pe Aimeé, când încearcă să scape din brațele căpitanului Espindola și, încercând să o salveze, este împușcat și rănit grav de șeful închisorii. El Tuerto, intervine și-l omoară pe Espindola.
Fug cu toții și, întrucât poliția este pe urmele fugarilor, iar la primul loc la care s-ar fi gândit, era casa lui Juan și Mónica, oamenii lui Juan, împreună cu Don Noel și cu Aimeé hotărăsc să-l ducă pe Juan la casa mamei lui Aimeé. Aici, amenințați de Aimeé că, în cazul în care o anunță cineva pe Mónica, că Juan nu a fugit cu Aimeé și că e rănit, ea însăși merge și-l denunță pe Juan, don Noel ia decizia ca, până Juan se vindecă, să-i ascundă adevărul Mónicăi. Juan și Aimeé ajung la doftoroaia Theua, iar don Doel și doña Catalina îi spun Mónicăi că Juan a luat hotărârea să fugă cu Aimeé și nu cu ea.
Mai târziu, se înscenează (de către Alberto de la Serna) moartea lui Juan și a lui Aimeé, cu barca lui Don Guadalupe Cajiga.
Răvășită de durere și neputând să înțeleagă cum de nu și-a dat seama că Juan o minte, că nu a iubit-o, Mónica se zbate între ideea fugii lui Juan cu Aimeé și promisiunea lui de a veni să o ia pe ea, soția lui și de a pleca împreună. Nu poate să creadă nici moartea lui, îl crede ascuns astfel că, pentru a-l face să vină să dea ochii cu ea și să-i spună în față că nu a iubit-o niciodată și că a mințit-o, Mónica ia actele de la barca lui Juan, El Satan, și i le duce lui Andrés, pentru a o ajuta să vândă barca.
În tot acest timp, Juan este inconștient, se zbate între viață și moarte, dar Theua îl ajută cu doctoriile ei să-și revină și, de cum deschide ochii, Juan întreabă de Mónica. Într-o clipă în care Aimeé este ieșită, Theua reușește să-i spună lui Juan să se ferească de Aimeé, iar Juan, în prima dimineață în care se înzdrăvenește, pleacă și o lasă pe Aimeé în colibă la Theua. Când se trezește, pleacă revoltată acasă la mama ei, unde spune tuturor că Juan și oamenii lui au răpit-o și sechestrat-o împotriva voinței ei. Totodată, îi spune lui Andrés și doñei Sofia că este însărcinată și că este copilul lui Andrés. Plini de suspiciuni și de îndoială, cei doi acceptă până la urmă să o reprimească în casa lor.
Ura lui Andrés contra lui Juan crește tot mai mult și este gata să facă orice pentru a-l despărți de Mónica.
Reîntâlnirea lui Juan, rănit, cu Mónica este fantastică: priviri, atingeri, îmbrățișări. Dar fericirea lor nu durează mult. Odată cu sosirea noului judecător, El Tuerto este arestat pentru uciderea șefului închisorii, iar Juan, întrucât acesta l-a omorât pe Espindola, pentru a-i salva lui viața, ia decizia de a se preda el în locul Chiorului. Pentru că o vede pe Mónica supărată și pentru că în loc de viața plină de fericire și bucurii pe care i-o promisese, i-a dăruit numai neliniști, Juan decide să o îndepărteze: o acuză că i-a dat actele bărcii lui Andrés, iar când este închis și familia Alcázar y Valle face demersurile de a-i retrage numele, Juan nu face nimic.
Între timp, Aimeé moare, aruncată din șa, datorită pietrei pe care Bautista o pune sub șaua calului (Aimeé vroise să-și însceneze pierderea sarcinii, pentru că pierduse copilul). Pe patul de moarte, o pune pe Mónica să-i promită că nu o să se împace cu Juan niciodată, iar aceasta îi face promisiunea, convinsă fiind că Aimeé a căzut de pe cal din cauza ei, calul speriindu-se de ea.
După moartea lui Aimeé, Mónica, supărată, pleacă în capitală, la verișoara ei Dolores, împreună cu mama ei, doña Catalina, care pretinde că nu-i priește aerul umed din San Pedro, doar pentru a o îndepărta astfel pe Mónica de Juan.
Trec lunile, Juan își dovedește nevinovăția și iese din închisoare. Văzându-se scăpat de problemele cu justiția, abia atunci își dă seama ce prostie a făcut când a îndepărtat-o pe Mónica de lângă el și încearcă să o recâștige. Pleacă la Mexic pentru a o întâlni și a sta de vorbă cu ea, dar Dolores nu-i permite.
În cele din urmă, Mónica și Doña Catalina se întorc la San Pedro, dar Andrés insistă să le cazeze la el (casa doñei Catalina și a Mónicăi, ca fată, fusese vândută lui Juan), dar singurul lui scop era acela de a-l provoca pe Juan.
De îndată ce află că Mónica este în San Pedro, Juan escaladează în noaptea următoare, balconul camerei în care doarme Mónica și intră în cameră pentru a vorbi cu ea. Printre sărutări și respingeri, Andrés aude zgomot și vine în salon unde, văzându-l pe Juan, vrea să tragă în el, dar se interpune Mónica și este rănită la braț.
În fața judecătorului Marcelo Romero Vargas, Monica declară că ea îl invitase pe Juan, fapt care îl enervează la culme pe Andrés.
Sătulă să alimenteze ura dintre cei doi frați, Mónica ia decizia de a se muta singură cu chirie și ia o cameră la Doña Prudencia. Devine o "femeie emancipată", brodează diverse lucruri pentru biserică, câștigându-și astfel singură banii necesari pentru subzistență, ceea ce o duce la disperare pe mama ei care, împreună cu Andrés, puneau la cale căsătoria acestuia cu Mónica (pentru că Juan își pierduse numele de Alcázar y Valle, căsătoria lui cu Mónica se anulase).
Juan este insistent, încearcă să o convingă pe Mónica să se întoarcă la el din proprie inițiativă dar, când vede că ea se încăpățânează să o facă și cum află că tatăl lui, Francisco de Alcázar y Valle, îl recunoscuse ca fiu legitim, începe să facă toate cercetările de rigoare, pentru a intra în posesia acestei scrisori.
Între timp, Mariana, fiica lui Don Noel și a Amandei Romero Vargas, se îndrăgostește de Juan, după ce vede că tutorele său, judecătorul Marcelo Romero Vargas, se poartă mereu urât cu ea și cu mama ei.
Juan află că scrisoarea respectivă este în posesia lui Guadalupe Cajiga, el și oamenii lui îl urmăresc și îl văd când duce acea scrisoare la preotul satului - Fray Domingo. Astfel, împreună cu judecătorul Marcelo Romero Vargas, merg la preot, iar acesta le preda scrisoarea la solicitarea autorităților.
Astfel, Juan își recapătă numele, căsătoria lui cu Mónica rămâne valabilă, iar Mónica se întoarce la Juan.
Pentru ca Andrés să nu facă vreo "nebunie", Juan decide că este mai bine să meargă și să vorbească cu el, să facă o ultimă încercare de a se împăca. Cei doi frați se întâlnesc, se iau la ceartă și deodată se produce un mare cutremur: întregul oraș San Pedro, este sub ruine. Juan reușește să-l scoată pe Andrés dintre ruine, apoi pleacă după Mónica, dar nu o mai găsește. După zile de căutări disperate, în timp ce Juan se îndreaptă către casa de pe plajă, Mónica ajunge la casa mamei ei, de unde i se spune unde e Juan și pornește spre el.
Juan, în drum spre casa de pe plajă, se întâlnește cu Bautista și cu oamenii acestuia, care sar cu cuțitele la Juan, se bat, iar Juan cade în mare. Monica îl vede de departe, aleargă spre el, sare în apă și îl salvează, cei doi ajungând epuizați pe malul mării. Se sărută și se îmbrățișează.
Telenovela se termină cu plecarea lui Andrés din San Pedro, lăsând-o singură pe doña Sofia la Campo Real și, înainte de a pleca în capitală, trece pe la casa lui Juan și Mónica, pentru a-și cere scuze și a-și lua "la revedere" de la fratele lui, Juan. Cei doi frați se despart printr-o strângere de mână și o îmbrățișare frățească. Doña Catalina acceptă faptul că Juan este un băiat bun și un soț deosebit pentru fiica ei, Don Noel reușește să o convingă pe Amanda, marea lui dragoste, să rămână cu el în San Pedro, El Tuerto se căsătorește cu Meche, Joaquin cu Azucena, iar Mariana cu Marcelo Romero Vargas. Guadalupe Cajiga și Albestro de la Serna ajung la închisoare, iar Lupe, servitoarea lui Aimeé, orbește în urma cutremurului și este îngrijită de Theua.

## Distribuție
Edith González:       Mónica de Altamira
Eduardo Palomo:       Juan del Diablo/Francisco Alcázar
Ana Colchero:         Aimeé de Altamira
Ariel López Padilla:  Andrés Alcázar y Valle
Enrique Lizalde:      Noel Mancera
Claudia Islas:        Sofía Alcázar y Valle
Arsenio Campos:       Alberto de la Serna
César Évora:          Marcelo Romero Vargas
Isaura Espinoza:      Amanda Romero Vargas
Yolanda Ventura:     Azucena
Ernesto Yáñez:       Bautista Rosales
Javier Ruán:          Guadalupe Cajiga
Verónica Merchant:   Mariana Romero Vargas
Luz María Aguilar:    Catalina de Altamira 

## Producție
Regia: Alberto Cortés, José Rendón
Producție: Televisa, Mexic
Anul: 1993
Tema muzicală: Corazón Salvaje
Interpret: Miguel Mijares

## Știați că
1. Este cea de-a treia versiune. Acțiunea are loc în anii 1900 și pentru ca telespectatorii să se poată integra în acea epocă, o echipă de istoriologi a efectuat o investigație cu privire la modul de vorbire, îmbrăcare și chiar au studiat ce muzică se asculta în acea perioadă.
2. Enrique Lizalde, Don Noel Mancera, în telenovelă, l-a întruchipat pe Juan del Diablo în prima versiune a Corazón Salvaje.
3. La început, César Évora trebuia să-l interpreteze pe Juan del Diablo, dar apoi i-a revenit rolul Marcelo Romero Vargas. Principalul motiv a fost faptul că acest actor nu este mexican.
4. Jose Rendon s-a gândit încă de la început la Ariel Lopez Padilla ca Andrés. Totuși, cineva i-a recomandat să caute alt actor pentru acest rol, întrucât Ariel este destul de difícil. Producătorul s-a făcut că nu aude o astfel de idee.
5. Eduardo Palomo a fost cât pe ce să refuze rolul lui Juan del Diablo, pentru că trebuia să plece într-un turneu cu o piesă de teatru. În cele din urmă, s-a gândit mai bine și a acceptat.
6. La început, Edith Gonzalez trebuia să joace rolul lui Aimeé, dar după probe, s-au gândit că rolul care i se potrivea ca o mănușă era cel al Mónicăi de Altamira.
7. Între timp, candidata pentru Mónica era Erika Buenfil, dar când au ales-o pe Edith pentru acest personaj, Erika a refuzat să joace rolul lui Aimeé.
8. Singurul rol care era sigur de la bun început, a fost cel al Sofiei, întrucât a fost scris special pentru Claudia Islas. Jose Rendon, producătorul, avea încredere „oarbă” în Claudia.
9. La filmarea ultimului episod al Corazón Salvaje, actorii s-au adunat pentru a sărbători întregul succes. Nu a lipsit nimic, a avut loc până și o coridă de tăurași, la care a participat Edith Gonzalez. Gonzalo Sanchez, El Tuerto, a dat tonul și a interpretat diferite piese mexicane. Ana Laura Espinosa, Lupe, i-a amenințat pe toți cu un număr de magie, la care Eduardo Palomo a luat parte, dovedind un simț al umorului foarte dezvoltat. După o cină de gală, totul s-a terminat cu un dans animat la care actorii și toți membrii de echipă s-au mișcat pe ritmurile muzicii.
10. Echipa de ambient și machiaj a trebuit să depună o muncă asiduă pe perioada episoadelor când cutremurul cuprinde San Pedro. Decoratorii evidențiază perfect distrugerea satului și machiajele amplifică accidentul suferit de Andrés, Mónica și Lupe.
11. În timpul filmării nopții nunții lui Juan și Mónica, lui Edith Gonzalez i s-a mișcat corsetul, pieptul ei dezgolit a rămas filmat, deși această scenă nu a fost transmisă.
12. Ambianța și decorul fiecărei camere, unde s-a desfășurat acțiunea telenovelei au necesitat o muncă asiduă. Echipa a trebuit să studieze în cele mai mici detalii istoria și psihologia personajelor, pentru a decora fiecare cameră în conformitate cu caracteristicile fiecăruia. Au trebuit să citească cărți din epoca respectivă și să studieze mobilierul folosit în acei ani. Mobilele care n-au putut fi găsite pe piață, au trebuit comandate a fi special fabricate.
13. Filmarea împușcării lui Juan înainte de a intra la închisoare a început noaptea și s-a terminat la ora 5 dimineața. Pentru a face să pară reală împușcătura, echipa de machiaj a trebuit să pună o punguță cu sânge artificial pe fruntea actorului pentru a exploda și a da realismul necesar scenei.
14. Pentru rana provocată de Juan lui Andrés în timpul duelului, Eduardo trebuia să se sincronizeze cu o persoană, care trăgea un glonț de ceară, care la intrarea în contact cu pielea, exploda cu sânge.
15. Pentru a filma căderea Anei Colchero, datorită periculozității, au recurs la o dublură.
16. Pentru rolul lui Andrés Alcázar y Valle, Ariel a trebuit să slăbească opt kilograme, cu ajutorul unei diete pe baza de fructe și apă.
17. O echipă de producție a trebuit să se deplaseze la Puerto Vallarta, unde s-au realizat 100% toate detaliile. Pentru casa lui Juan au închiriat un restaurant la marginea mării și la câțiva kilometri de sat. Alte scene au fost filmate la o fermă foarte aproape Cuernavaca.
18. El Satan, barca în care naviga Juan del Diablo, a fost închiriată de la niste turiști ruși, care făceau înconjurul lumii în ea.
19. Eduardo Palomo interpretează două personaje în această telenovelă. În prima lui apariție, cu barbă, păr scurt și costum de domn distins, este don Francisco Alcázar, tatăl lui Juan del Diablo, care moare în primele episoade.
20. Arsenio Campos, care-l interpretează pe Alberto de la Serna, a suferit un accident de mașină când se întorcea din Cuernavaca, unde se filma telenovela, la orele târzii ale dimineții. Datorită oboselii, a pierdut controlul mașinii și a ieșit de pe drum. A fost internat imediat la spitalul Angeles din capitală.
21. În ultimele scene ale Anei Colchero cu Luz Maria Aguilar, cu care se înțelegea foarte bine, actrița nu și-a putut stăpâni câteva lacrimi de emoție, pentru că în curând trebuia să părăsească înregistrările.
22. Edith Gonzalez cântă tema "Mirame a los ojos", a benzii sonore a telenovelei.
23. Pentru a o interpreta pe doña Catalina, se gândiseră la început la Irma Lozano, din "Rosa Salvaje" și la final s-a optat pentru Luz Maria Aguilar.
24. Caridad Bravo Adams, o tânără mexicană mutată în Cuba și îndrăgostită de insula caraibeană La Martinica, și-a imaginat cum trăiau acolo locuitorii insulei și, cu penița în mână, a început să-și noteze visele. Astfel s-a realizat Corazón Salvaje, acum 45 de ani.
25. Era nevoie de vestimentații complete, de la rochii de dormit până la cele mai elegante haine de gală, uniforme militare, lenjerie feminină, care au fost astfel create exclusiv pentru telenovelă.
26. S-au desenat 350 articole de îmbrăcăminte pentru femei, cavaleri, servitori; stofele preferate au fost mătasea elvețiană, tuluri, dantele, damasc, broderii. Confecționarea fiecăruia a variat în conformitate cu modelul special, iar pentru ca hainele să vină perfect, au fost contractați doi designeri, care într-o lună și jumătate au desenat întreaga vestimentație. Un istoric specializat în secolul XIX, le-a pus la dispoziție fotografii și scrieri, care le-au folosit drept referință.
27. Pentru nunta lui Andrés și Aimeé, mobilele și decorul scenei au fost aduse din Mexic în camioane speciale pentru a nu se deteriora. Caleștile și caii au fost închiriate din capitală și transportate la Cuernavaca. Rochia de mireasă a lui Aimeé era alcătuită din mai multe bucăți de tul, care o făceau vaporoasă în partea de jos și crestată la mijloc. Ca o curiozitate, locul unde se serbează petrecerea de logodnă, este același cu cel în care mai târziu se vor căsători. Fluctuația publicului a făcut ca filmarea să se întrerupă cu doar cinci minute înainte de a sosi cortejul nupțial.
28. Telenovela a necesitat opt luni, pentru a fi filmată în totalitate.
29. În timpul pauzelor dintre filmări, Edith Gonzalez, încurajată de Eduardo Palomo, profită să zboare în planor.
30. Yolanda Ventura, una dintre fostele membre ale formației de muzică "Parchis", îi dă viață Azucenei, și deși este spaniolă de origine, pare o mexicancă 100%, datorită accentului ei perfect. La terminarea filmărilor, i-au oferit să joace într-o nouă telenovelă. S-a căsătorit în Mexic și trăiește în prezent în această țară.